# Froy Gutierrez
Froylan (Froy) Gutierrez III (Dallas, 27 aprile 1998) è un attore e modello statunitense, maggiormente conosciuto per il ruolo di Nolan Holloway in Teen Wolf e di Jamie Hanson in Cruel Summer.

## Biografia
Froy Gutierrez ha origini messicane e per questo è bilingue e parla inglese e spagnolo. Ha vissuto fino a cinque anni a Guadalajara, Messico, prima di ritornare a Dallas dove risiede tuttora con la sua famiglia. Ha una sorella e un fratello più piccoli. Ha frequentato la Booker T. Washington High School for the Performing and Visual Arts. Prima di diventare un attore aveva pensato di iscriversi al college e studiare economia.
È legato sentimentalmente all'attore Zane Phillips.

### Carriera
Ha lavorato per AT&T, Hasbro, Boy Scouts of America, Build a Bear e molti altri.
Ha recitato in numerose rappresentazioni teatrali come Piccole donne e The Matchmaker. In una di queste rappresentazioni viene notato da un agente e inizia a fare diverse audizioni. 
Nel 2015 viene preso a far parte della serie di TeenNick Bella e i Bulldogs, mentre sempre nello stesso anno entra a far parte del cast di The Goldbergs.
Nel 2016, mentre faceva l'audizione per un altro ruolo, viene notato da Jeff Davis che gli offre una parte nell'ultima stagione della serie tv Teen Wolf.
Nel 2017 entra a far parte del cast della serie Netflix Giorno per giorno e nel film A Cowgirl's Story a fianco di Bailee Madison e Pat Boone.

## Filmografia

### Cinema
- A Cowgirl's Story, regia di Timothy Armstrong (2017)
- Hocus Pocus 2, regia di Anne Fletcher (2022)
- The Strangers: Capitolo 1 (The Strangers: Chapter 1), regia di Renny Harlin (2024)

### Televisione
- Bella e i Bulldogs (Bella and the Bulldogs) - serie TV, 3 episodi (2015)
- The Goldbergs - serie TV, 2 episodi (2016)
- Giorno per giorno (One Day at a Time) - serie TV (2017)
- Teen Wolf - serie TV (2017)
- Cruel Summer - serie TV (2021)

## Doppiatori italiani
Nelle versioni in italiano delle opere in cui ha recitato, Froy Gutierrez è stato doppiato da:
- David Vivanti in Bella e i Bulldogs
- Alex Polidori in The Goldbergs
- Manuel Meli in Cruel Summer
- Mirko Cannella in Hocus Pocus 2